# リル・ダーリン
『リル・ダーリン』(Lil' Darlin) は、アメリカ合衆国のピアニスト、作曲家、バンドリーダーであるレッド・ガーランドが1959年に録音し、プレスティッジ・レコード傘下のレーベル「ステイタス (Status)」からリリースしたライブ・アルバム。このアルバムは、ニューヨーク市のプレリュード・クラブ (the Prelude Club) で録音されたもので、同じコンサートの音源から『Red Garland at the Prelude』と『Red Garland Live!』が制作されている。

## 評価
| 専門評論家によるレビュー | 専門評論家によるレビュー |
| レビュー・スコア         | レビュー・スコア         |
| 出典                     | 評価                     |
| ------------------------ | ------------------------ |
| Allmusic                 | [ 2 ]                    |

オールミュージックのアレックス・アンダーソン (Alex Henderson) は、「ガーランドのプレリュードへの出演から生まれた他のLPと同じように、『リル・ダーリン』は、1959年10月のこの晩に、このピアニストが素晴らしい状態であったことを示している」と述べた。All About JazzのC・マイケル・ベイリー (C. Michael Bailey) は、2006年にリリースされたプレリュードにおける録音の完全版について、「『The Red Garland Trio at the Prelude』が偉大なガーランド・トリオの最後の録音だと言えば、おそらく議論もあろう。ピアニストは、1984年に61歳で亡くなるまで、折々の演奏と録音を続けたからである。しかし、これらプレリュード録音の音源は、レッド・ガーランドが、その技量の絶頂期にあったことを示している」と述べている。

## トラックリスト
1. リル・ダーリン (Lil' Darlin')（ニール・ヘフティ） - 10:07
2. ウィ・キス・イン・ア・シャドウ (We Kiss in a Shadow)（オスカー・ハマースタイン2世、リチャード・ロジャース） - 5:46
3. ブルース・イン・ザ・クロセット (Blues in the Closet)（オスカー・ペティフォード） - 4:28
4. ライク・サムワン・イン・ラヴ (Like Someone in Love)（ジョニー・バーク（英語版）、ジミー・ヴァン・ヒューゼン） - 10:14

- 1959年10月2日、ニューヨーク、プレリュード・クラブにて録音

## パーソネル
- レッド・ガーランド - ピアノ
- ジミー・ロウザー - ベース
- チャールズ・"スペックス"・ライト（英語版） - ドラムス